# Hypnum hercynicum
Hypnum hercynicum là một loài Rêu trong họ Hypnaceae. Loài này được (Milde) Hampe mô tả khoa học đầu tiên năm 1873.